# Готчиев, Алексей Павлович
Алексе́й Па́влович Го́тчиев (1914—1964) — советский хозяйственный и общественный деятель, лауреат Сталинской премии (1949). 

## Биография
Родился в марте 1914 года в деревне Семчезеро Мяндусельгской волости Повенецкого уезда Олонецкой губернии в карельской крестьянской семье, в 1928 году окончил начальную школу.
Работал лесорубом в Медвежьегорском ЛПХ, трактористом в Повенецкой МТС, в 1938—1940 гг. служил в армии.
Участник Великой Отечественной войны. После демобилизации в 1946 г. — лесоруб Лобского лесопункта Медвежьегорского леспромхоза Карельской АССР. За сезон заготовил лучковой пилой 7 тысяч кубометров леса. В следующем году электропилой заготовил 12 тысяч кубометров леса.
За разработку и внедрение в лесную промышленность новых типов электропил в составе коллектива был удостоен Сталинской премии 2-й степени за выдающиеся изобретения и коренные усовершенствования методов производственной работы.
В 1949 Г. возглавил первую в Карелии поточно-комплексную укрупненную бригаду из 57 рабочих, которая выполняла все лесозаготовительные операции ― от валки до вывозки древесины.
Производственный опыт бригады Алексея Готчиева получил широкое распространение на лесозаготовках СССР.
Член КПСС с 1951 года. Избирался депутатом Верховного Совета СССР 3-го созыва.
Умер 20 ноября 1964 года.
Художник Георгий Стронк в 1949 году написал картину «Богатырь леса. Портрет знатного лесоруба А. П. Готчиева».